# Аугустин, Ионел
Ионел Аугустин (рум. Ionel Augustin; род. 11 октября 1955, Бухарест) — румынский футболист, нападающий, и тренер.

## Клубная карьера
Ионел Аугустин родился 11 октября 1955 года в Бухаресте и начал играть в футбол в 1966 году в местной юношеской команде «Динамо», дебютировав в Дивизии А за основную команду 23 апреля 1975 года в победной игре над «Кимией» (5:0). Он провёл одиннадцать сезонов в «Динамо», выиграв четыре национальных титула и три Кубка Румынии. В европейских турнирах он сыграл 33 матча, в которых забил 10 голов. В Кубке европейских чемпионов сезона 1983/1984 помог клубу дойти до полуфинала, забив единственный и победный гол в ответной четвертьфинальной игре против минского «Динамо». Аугустин также играл за «Жиул», «Викторию» и «Рапид», проведя в общей сложности 383 матча Дивизии А, в которых он забил 111 голов. Аугустин завершил свою карьеру в 1990 году, отыграв два сезона в Дивизии B за команды «Кимия» и «Униря» (Слобозия).

## Карьера за сборную
Дебют за национальную сборную Румынии состоялся 13 декабря 1975 года в товарищеском матче против сборной Греции (1:2). Был включён Мирча Луческой в состав на чемпиона Европы 1984 во Франции, где сыграл только в матче против Португалии (0:1), заменив на 34-й минуте Родиона Кэмэтару. Всего Аугустин за сборную сыграл 34 матча и забил 3 гола.

### Голы за сборную
| №  | Дата          | Место                               | Соперник | Счёт | Результат | Турнир                  |
| -- | ------------- | ----------------------------------- | -------- | ---- | --------- | ----------------------- |
| 1. | 13 мая 1979   | Цирион Атлетик Центр, Лимасол, Кипр | Кипр     | 1:1  | 1:1       | Квалификация на ЧЕ 1980 |
| 2. | 18 мая 1982   | Национальный стадион, Нюньоа, Чили  | Чили     | 3:0  | 3:2       | Товарищеский матч       |
| 3. | 14 марта 1986 | Аш-Шааб, Багдад, Ирак               | Ирак     | 1:0  | 1:1       | Товарищеский матч       |

## Достижения

### «Динамо» (Бухарест)
- Чемпион Румынии: 1975/75, 1981/82, 1982/83, 1983/84[3]
- Обладатель Кубка Румынии: 1981/82, 1983/84, 1985/86[3]